# Conus harasewychi
Conus harasewychi é uma espécie de gastrópode do gênero Conus, pertencente à família Conidae.